# Hiatulopsis
Hiatulopsis là một chi nấm trong họ Agaricaceae.